# يوم المروت
يوم المروت هو أحد أيام العرب في الجاهلية، التي تواجهت فيها بني تميم ضد بني عامر.

## المقدمات
بدأ الأمر بلقاء قعنب بن عتاب الرياحي و بحير بن عبدالله بن سلمة العامري بسوق عكاظ، فقال بحير لقعنب: ما فعلت فرسك الأبيض؟ قال: هي عندي، و ما سؤالك عنها؟ قال: لأنها نجتك من يوم كذا و كذا، فأنكر قعنب ذلك و تلاعنا و تداعيا أن يجعل الله ميتة الكاذب بيد الصادق، فمكثا ما شاء الله من الزمن.

## المعركة
جمع بحير بني عامر و سار بهم فأغار على بني العنبر بن عمرو بن تميم بإرم الكلبة، فاستاق الأنعام والممتلكات ولم يلق قتالًا شديدًا. فأتت صرخة الاستنجاد بني العنبر بن عمرو بن تميم وبني مالك بن حنظلة بن مالك بن زيد مناة بن تميم وبني يربوع بن حنظلة، فركبوا في الطلب فتقدمت عمرو بن تميم.
عندما وصل بحير إلى موقع المروت قال: يا بني عامر انظروا هل ترون شيئًا؟ قالوا: نرى خيلًا عارضة رماحها على كواحل خيلها. قال: هذه عمرو بن تميم، فاقتتلوا شيئا من القتال، ثم لحقت بهم بني مالك بن حنظلة، ثم قال: يا بني عامر انظروا هل ترون شيئًا؟ قالوا: نرى خيلًا ناصبة رماحها. قال: هذه مالك بن حنظلة، فقاتلوا شيئا من القتال، ثم لحقت بهم بني يربوع بن حنظلة، وقال: يا بني عامر انظروا هل ترون شيئًا؟ قالوا: نرى خيلًا ليست معها رماح و كأنما عليها الصبيان. قال: هذه يربوع رماحها بين آذان خيلها، إياكم والموت الزؤام، فاصبروا ولا أرى أن تنجوا.
بدأت المعركة بقتال بين نعيم بن عتاب و المثلم القشيري انتهت بأسر المثلم، فحملت قشير على دوكس بن واقد بن حوط فقتلوه، و أَسَرَ نعيم التميمي المصفى القشيري فقتله، و حمل كدام بن بجيلة المازني على بحير فعانقه ولم يكن لقعنب همة و هدف سوى بحير.
فنظر إليه و إلى كدام قد تعانقا فأقبل نحوهما، فقال كدام: يا قعنب أسيري، فقال قعنب: مَازِ رأسك والسيف، يريد: يا مازني، فخلى عنه كدام و شد عليه قعنب فضربه فقتله، واستنقذت أموال بني العنبر واعيدت الغنائم، وانهزمت بني عامر.

## في الشعر
وقال أوس بن بحير يرثي أباه:
وقال اوس بن حجر:
وقال نعيم بن عتاب:

وقال سحيم بن وثيل:

وقال يزيد بن الصعق يرثي بحيرا:

فأجابته العوراء من بني سليط بن يربوع:
وقال جرير:
وقال الفرزدق: في البريكان هما بريك وأخوه بارك، وهما من بني قشير بن كعب، قتلهما بنو يربوع.